# The Serpent
The Serpent is een Amerikaanse dramafilm uit 1916 onder regie van Raoul Walsh. De film is wellicht zoekgeraakt.

## Verhaal
Grootvorst Valanoff randt het boerenmeisje Vania Lazar aan en hij vermoordt haar geliefde. Vania gaat naar Londen en wordt er een beroemde actrice. Wanneer de grootvorst haar ziet tijdens een optreden, herkent hij haar niet. Vania hoort hem vertellen dat zijn zoon vecht aan het front en dat hij het zou niet zou overleven, mocht hem iets overkomen. Vania zoekt de zoon op en trouwt met hem. Vervolgens zorgt ze ervoor dat haar man haar betrapt, als ze hem bedriegt met zijn vader. De zoon schiet zichzelf een kogel door het hoofd.

## Rolverdeling
| Acteur           | Personage           |
| ---------------- | ------------------- |
| Theda Bara       | Vania Lazar         |
| James A. Marcus  | Ivan Lazar          |
| Lillian Hathaway | Martsa Lazar        |
| Charles Craig    | Grootvorst Valanoff |
| Carl Harbaugh    | Prins Valanoff      |
| George Walsh     | Andrey Sobi         |
| Nan Carter       | Ema Lachno          |
| Marcel Morhange  | Gregoire            |